# ジョージ・スペンサー＝チャーチル (第5代マールバラ公)
第5代マールバラ公爵ジョージ・スペンサー＝チャーチル（英: George Spencer-Churchill, 5th Duke of Marlborough, FSA、1766年3月6日 - 1840年3月5日）は、イギリスの貴族、政治家。
1817年までブランドフォード侯爵（Marquess of Blandford）の儀礼称号を使用した。

## 経歴
1766年に第4代マールバラ公爵ジョージ・スペンサーの長男として誕生。マールバラ公爵家の嫡男として生誕時よりブランドフォード侯爵の儀礼称号を有していた。
1776年にイートン校に入学。1784年にはオックスフォード大学クライスト・チャーチへ進学し、1786年に大学を卒業する。
1790年から1796年までオックスフォードシャー選挙区から選出されてホイッグ党の庶民院議員を務める。1803年から1806年までトレゴニー選挙区から選出されてトーリー党の庶民院議員を務める。1804年から1806年にかけては第一大蔵卿の事務所に勤務した。1806年に繰上勅書によって父が未だ存命ながら、第9代スペンサー・オブ・ウォームレイトン男爵位を継承し、貴族院議員に列する。1817年に父の死により第5代マールバラ公爵位を継承する。
彼の代の頃からマールバラ公爵家の家計は悪くなり、負債に苦しんだ。
1817年に勅許を得て家名を「スペンサー」から「スペンサー＝チャーチル」の二重性に変更した。ワーテルローの戦いの戦勝ムードの中で武勲ある初代マールバラ公爵ジョン・チャーチルの家名を復活させたものだった。
1840年3月13日に居城のブレナム宮殿で死去。マールバラ公爵位は長男のジョージ・スペンサー＝チャーチルが継承した。

## 人物
道楽者の伊達男で自尊心が強かったといい、家名にチャーチルを加えたのもそのためと思われる。シノワズリの影響を受けて、日本風の応接間を作ったり、インドの掛軸を集めるなどした。

「石庭」と称する庭園を作るのに凝っていた。これは少し触れただけ出入り口が開く巨大な岩の中に作った庭園である。岩の中は貝殻などで装飾されていた。

## 栄典

### 爵位
- 1806年、第9代ウォームレイトンのスペンサー男爵（1603年創設イングランド貴族爵位）[1]
- 1817年、第5代マールバラ公爵（1702年創設イングランド貴族爵位）[1]
- 1817年、第5代ブランドフォード侯爵（1702年創設イングランド貴族爵位）[1]
- 1817年、第7代サンダーランド伯爵（1643年創設イングランド貴族爵位）[1]
- 1817年、第5代マールバラ伯爵（1689年創設イングランド貴族爵位）[1]
- 1817年、第5代サンドリッジのチャーチル男爵（1685年創設イングランド貴族爵位）[1]

### その他
- 1803年、ロンドン考古協会フェロー（FSA）[1]

## 家族

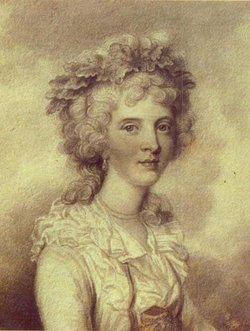
妻スーザンを描いた絵。

1791年にスーザン・スチュワート（第7代ギャロウェイ伯爵の娘）と結婚し、彼女との間に以下の3子を儲けた。
- 第1子（長男）第6代マールバラ公ジョージ（1793年-1857年）
- 第2子（次男）チャールズ卿（英語版）（1794年-1840年）
- 第3子（三男）ジョージ・ヘンリー卿牧師（Reverend Lord George Henry）（1796年-1828年）